# Luigi Lavazza
Luigi Lavazza (Murisengo, 24 aprile 1859 – Murisengo, 16 agosto 1949) è stato un imprenditore italiano.

## Biografia
Fu il capostipite della famiglia di imprenditori torinesi a capo dell'omonima azienda, che avviò il 24 marzo 1894 rilevando una vecchia drogheria nel cuore di Torino in via San Tommaso 10. Deve la sua fortuna alla sua intuizione, sconosciuta alle torrefazioni del tempo, di miscelare diversi tipi di caffè, senza limitarsi a venderne di un'unica qualità. Ciò fece decollare l'attività che in breve crebbe e nel novembre del 1927 divenne società per azioni con capitale di 1.500.000 lire.
Un nuovo impulso alla crescita delle attività giunge nel 1931, grazie a un’efficace innovazione del sistema di vendita: l’agente della Lavazza, anziché limitarsi a raccogliere le ordinazioni provvede anche alla consegna del prodotto ed al relativo incasso. La nuova procedura incontra l’immediato favore della clientela: al termine dell’anno il caffè venduto ammonta a 9.000 quintali – dei quali 3750 di prodotto tostato –, mentre il giro d’affari supera largamente i 2,5 milioni di lire.
La gestione dell’impresa, che all’epoca conta 23 dipendenti, viene intanto gradualmente trasferita dal fondatore, ormai ultrasettantenne, ai due figli maggiori Mario e Giuseppe. Nel 1933 la nuova situazione viene sancita da un patto di famiglia con il quale Lavazza trasferisce le azioni della società ai tre figli maschi (il terzo, Pericle, ha appena conseguito la laurea in medicina).
Nel 1936 Lavazza si ritira a vita privata nel paese natale di Murisengo, lasciando un’azienda solida, le cui prospettive appaiono però minacciate dall’addensarsi della crisi internazionale. Le difficoltà cominciano con le sanzioni comminate all’Italia in conseguenza dell’aggressione all’Etiopia, che provocano una riduzione degli approvvigionamenti a una media di 4.000 quintali annui. La situazione peggiora ulteriormente dopo il 1940, con il blocco totale dell’importazione di caffè, mantenuto fino alla fine del 1945. La Lavazza, costretta a limitare drasticamente la sua principale attività, si riduce a sopravvivere grazie al commercio degli oli, del sapone e delle candele.
Anche i primi anni del dopoguerra sono segnati da gravi emergenze: lo stabilimento è stato danneggiato dai bombardamenti e le risorse finanziarie sono notevolmente ridotte. Inoltre, la condizione di un Paese impoverito come l’Italia non permette di confidare su una rapida ripresa dei consumi non essenziali.
La lavorazione del caffè riprende soltanto nel maggio 1946: al termine dell’anno risultano prodotti 1.200 quintali contro i 3.750 del 1931, ma l’anno seguente la produzione è già salita a 4.000.
La ripresa dell’attività coincide infine con un’importante novità sul piano commerciale: il caffè comincia a essere fornito ai rivenditori in confezioni sigillate che recano il nome e il logo dell’azienda produttrice. Sono i primi passi di una nuova politica di marketing: la presenza del marchio Lavazza in una fase di sensibile aumento dei consumi risulta infatti decisiva per assicurare il primato dell’impresa sul mercato nazionale.
Lavazza muore a Murisengo nell’estate del 1949. Alla sua morte l’azienda ha nuovamente imboccato la strada di una rapida espansione.
 Nello stesso anno, mentre la produzione supera i 15.000 quintali, viene inaugurata la filiale milanese, prima tappa di una politica espansiva indirizzata alla conquista del mercato italiano.